# Hugues de Chalon (prince-évêque)
Pour les articles homonymes, voir Hugues de Chalon.
Hugues de Chalon, ou encore de Salins, dit le Sourd, mort en 1312 à Besançon, est prince-évêque de Liège (1296-1301), puis archevêque de Besançon, issu de la maison de Chalon.

## Biographie

### Origines
Hugues de Chalon le fils de Jean le Sage († 1267), ancien comte de Chalon (1227-1237), sire de Salins (à partir de 1237), et de sa troisième épouse, Laure de Commercy († 1276), fille Simon [II] de Broyes-Commercy († 1247/48), seigneur de Commercy.
De ce troisième mariage, il a pour frères et sœurs Jean († 1315), seigneur d'Arlay (1266-1315) et vicomte de Besançon (1293-1315) ; Marguerite († 1328) qui épouse Hugues, fils du duc Hugues IV de Bourgogne ; et Agnès  († 1350) qui est marié avec Amédée II, comte de Genève.

### Prince-évêque de Liège
Il est élu prince-évêque de Liège à la fin du mois d'août 1296, après une période de sede vacante de près de cinq ans, ce qui constitue une durée particulièrement longue.

#### Guerre des Awans et des Waroux
Son règne sur la principauté de Liège est fortement perturbé par la faide entre les seigneurs d'Awans et de Waroux.
Vers 1297, alors qu'il est absent et a confié les affaires temporelles à son frère Jean de Chalon, qui assume la fonction de mambour, Guillaume de Waroux dénonce la destruction de moulins, d'habitations et de la brasserie situés sur ses terres par les troupes du seigneur d'Awans. Ces destructions constituent une usurpation du droit épiscopal d'abattis qui réserve au prince-évêque le pouvoir de détruire les habitations de ses sujets. Le mambour Jean de Chalon mobilise ses troupes afin d'organiser une expédition punitive, qu'il abandonne en raison d'une infériorité numérique. À son retour, Hugues de Chalon réunit ses troupes afin de restaurer la paix publique. Il fait détruire le château de Guillaume de Rouveroy, fidèle du seigneur d'Awans.
Plus tard, il réagit également à l'incendie du château de Slins par les alliés du seigneur d'Awans. Il considère cet incendie comme une usurpation du droit d'arsin, le pouvoir de condamner le meurtre. Il mobilise une nouvelle fois son armée et assiège la tour d'Awans, tout en négociant une réparation. Les responsables, dont Humbert Corbeau, sont condamnés à l'humiliante peine du harnescar : ils doivent, vêtus d'une chemise et portant une selle de cheval sur la tête, descendre de la collégiale Saint-Martin vers la cathédrale Saint-Lambert où ils doivent demander pardon à genoux au prince-évêque.

#### Manipulations monétaires
Avec l'aide de son frère Jean de Chalon, il manipule le poids des monnaies. Au cours de l'été 1299, les patriciens liégeois, lésés par ces opérations s'allient aux masses populaires. Mené par Eustache le Franchomme de Hognoul, ils chassent le prince-évêque qui se réfugie à Huy. 
Depuis Huy, il ordonne à son frère Jean de détruire le domaine d'Eustache le Franc-Homme et tente de s'allier aux seigneurs en leur promettant des biens de l'Église.
D'après la chronique de Saint-Trond, il fut cité devant la curie romaine en septembre 1300 pour ses manipulations monétaires et l'accaparement des biens cléricaux.

### Archevêque de Besançon
Le pape Boniface VIII lui enlève alors la principauté de Liège et le transfère à l'évêché de Besançon le 11 décembre 1301, où il demeurera jusqu'à sa mort.